# Morpará
Morpará este un oraș în statul Bahia (BA) din Brazilia.